# Pachycara saldanhai
Pachycara saldanhai är en fiskart som beskrevs av Biscoito och Almeida 2004. Pachycara saldanhai ingår i släktet Pachycara och familjen tånglakefiskar. Inga underarter finns listade i Catalogue of Life.